# Józef Folwarczny (duchowny ewangelikalny)
Józef Folwarczny (ur. 1919, zm. ?) – polski działacz ewangelikalny związany z nurtem otwartych braci plymuckich, zwierzchnik Kościoła Wolnych Chrześcijan w PRL.

## Życiorys
Był duchownym Zjednoczonego Kościoła Ewangelicznego w Polskiej Rzeczypospolitej Ludowej (ZKE). W jego strukturach pełnił między innymi funkcję członka Prezydium Rady Kościoła i szefa komisji rewizyjnej. Był również przełożonym zboru w Pszczynie.
W roku 1981 wolni chrześcijanie po opuszczeniu ZKE utworzyli Kościół Wolnych Chrześcijan w PRL, którego  przewodniczącym Rady Kościoła został Józef Folwarczny.
Po wprowadzeniu stanu wojennego, w październiku 1982 roku podczas spotkania z ministrem Adamem Łopatką, kierownikiem Urzędu do Spraw Wyznań jako przewodniczący Rady Kościoła Józef Folwarczny z uznaniem odniósł się do idei Patriotycznego Ruchu Odrodzenia Narodowego oraz pozytywnie ocenił działania rządu.
Od 1964 roku był zarejestrowany przez Służbę Bezpieczeństwa jako tajny współpracownik „Edward”. Wyrejestrowano go z czynnej sieci agenturalnej 15 stycznia 1990 roku. Jako tajny współpracownik był głównym informatorem w ramach rozpracowania Józefa Prowera. 